# Simca Esplanada
Simca Esplanada är en personbil, tillverkad av Simca do Brasil mellan 1966 och 1969.
I mitten av sextiotalet framstod Simca Vedette som alltför omodern, till och med för den brasilianska marknaden. Därför tog man fram en moderniserad version, kallad Esplanada.
Bilen skiljde sig från företrädaren främst genom ny formgivning av front och akter. Dessutom fick motorn toppventiler.
Esplanada ersattes av den USA-konstruerade Dodge Dart.
Motor:
| Modell    | Motor             | Cylindervolym | Effekt | Bränslesystem   |
| --------- | ----------------- | ------------- | ------ | --------------- |
| Esplanada | 8-cyl V-motor ohv | 2414 cm³      | 130 hk | Enkel förgasare |